# Antonio Incalza
Antonio Incalza (Napoli, 1º aprile 1949) è un allenatore di calcio ed ex calciatore italiano, di ruolo centrocampista.

## Caratteristiche tecniche
Giocava come mediano.

## Carriera

### Giocatore
Esordisce tra i professionisti all'età di diciotto anni nella stagione 1967-1968, durante la quale gioca 3 partite nel campionato di Serie C con la maglia dell'Internapoli; gioca nell'Internapoli anche durante la stagione 1968-1969, che conclude con 7 presenze ed una rete, la sua prima in carriera in campionati professionistici. Successivamente si trasferisce alla Juve Stabia, con cui nella stagione 1969-1970 gioca 6 partite in Serie D, categoria in cui disputa altri 6 incontri nella stagione successiva, durante la quale nella sessione di calciomercato di novembre viene ceduto all'Aquila, con cui conclude la stagione giocando altre 19 partite nel massimo campionato dilettantistico italiano. Successivamente fa ritorno all'Internapoli, con cui nella stagione 1971-1972 segna 2 gol in 24 presenze nel campionato di Serie D.
Dopo queste tre stagioni consecutive in Serie D, nel 1972 torna a giocare da professionista: nella stagione 1972-1973 esordisce infatti in Serie B con il Brindisi, formazione con cui nel corso del campionato gioca in tutto 7 partite segnando anche una rete. Viene riconfermato anche per la stagione 1973-1974, nella quale gioca con molta più continuità, totalizzando 27 presenze e segnando anche 4 gol. Gioca poi un terzo ed ultimo anno in Serie B, sempre con la maglia del Brindisi: nella stagione 1974-1975 gioca infatti 15 partite, arrivando così ad un bilancio globale di 49 presenze e 5 reti nella serie cadetta.
A fine anno si trasferisce all'Arezzo, società con cui nella stagione 1975-1976 gioca 3 partite nel campionato di Serie C; si trasferisce quindi al Savona, con cui nella stagione 1976-1977 segna un gol in 14 presenze in Serie D.

### Allenatore
Negli anni novanta ha allenato nel settore giovanile del Capodimonte.
Nella stagione 2007-2008 ha allenato la Juniores dell'Ozzella.